# Bradbury Landing

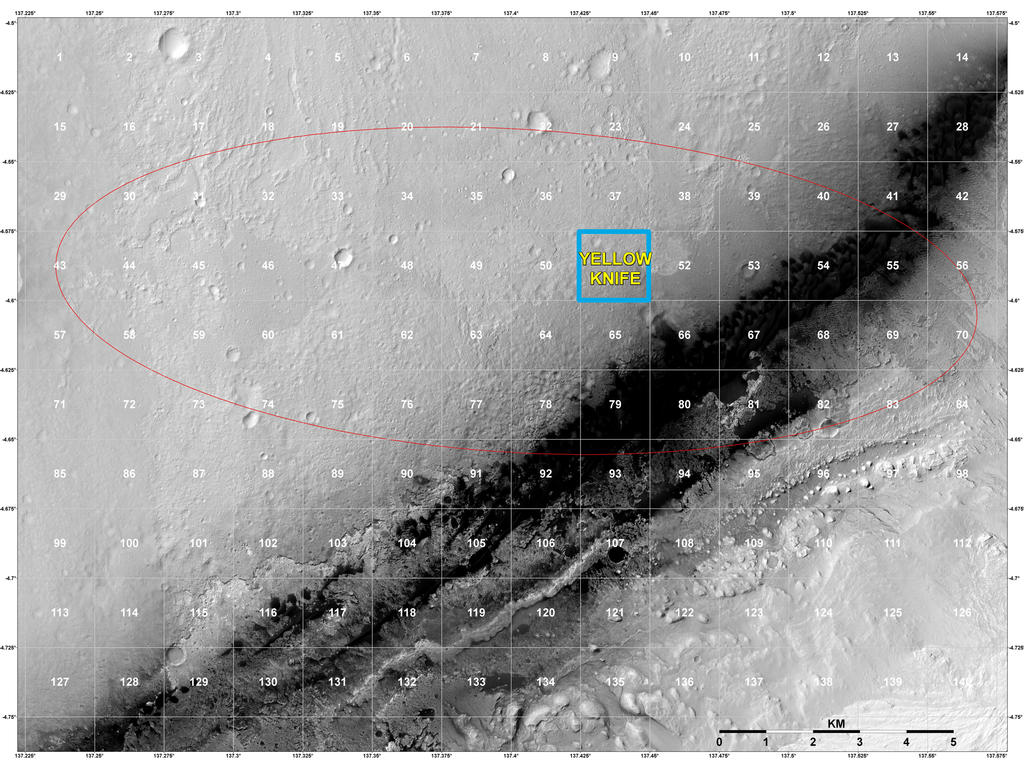
Lloc d'aterratge del Curiosity. El Quad51 d'Aeolis Palus, on va aterrar, va ser rebatejat amb el nom de Yellowknife.

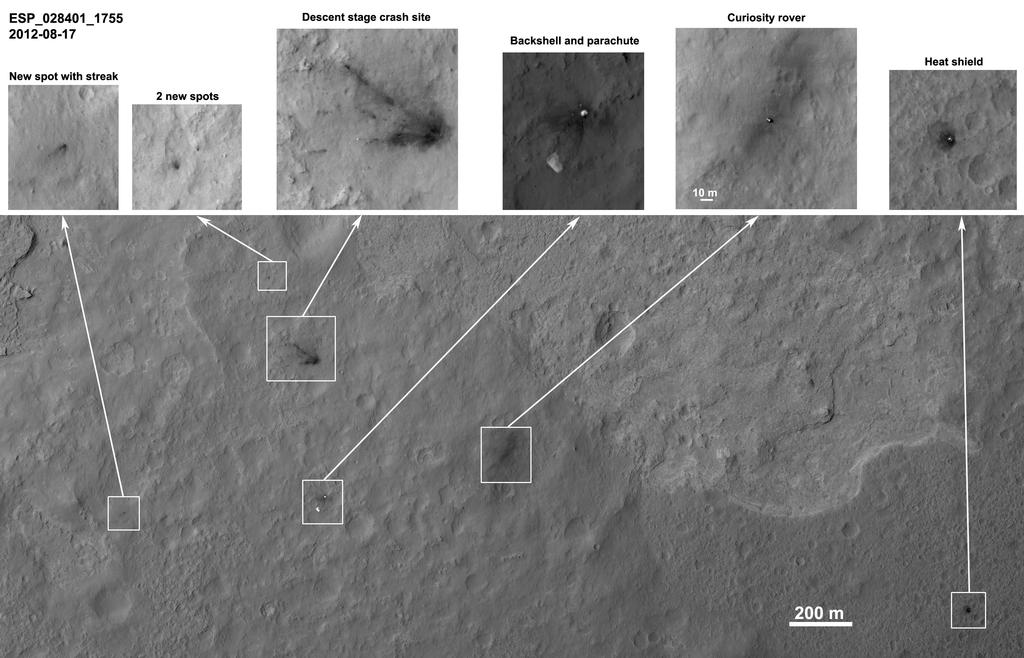
Vista zenital de la brossa espacial deixada pel Mars Science Laboratory. La fotografia es va obtenir amb la càmera HiRISE del Mars Reconnaissance Orbiter (17 d'agost de 2012).

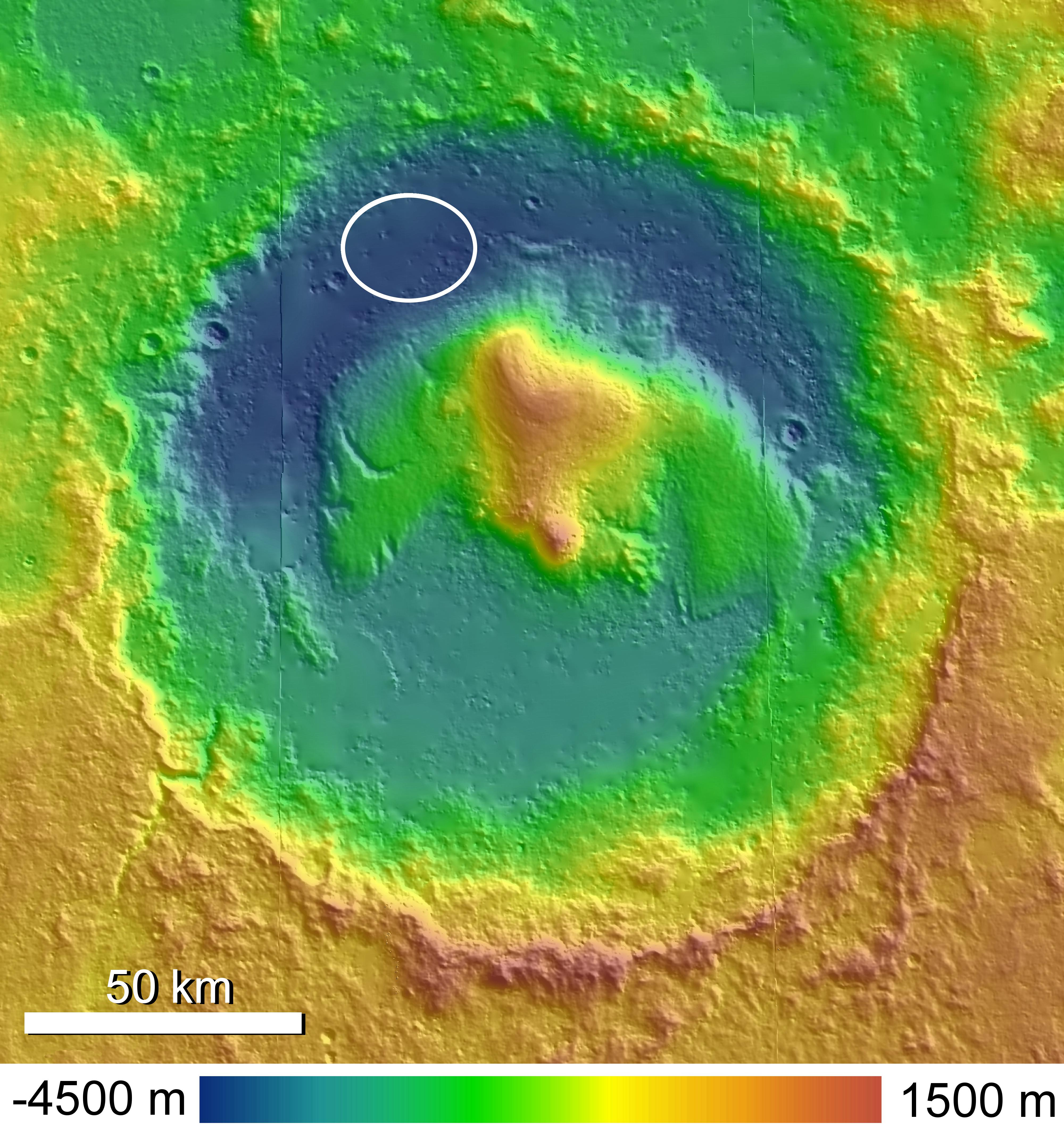
Mapa del cràter Gale amb Aeolis Mons al centre. L'el·lipse d'aterratge del Curiosity, anomenada Aeolis Palus, està marcada en blanc.

El Bradbury Landing (en català: lloc d'aterratge Bradbury) és un lloc al planeta Mart situat al cràter Gale on va aterrar el rover Curiosity, de la missió Mars Science Laboratory, el dia 6 d'agost de 2012. El nom del lloc el va escollir la NASA en homenatge a Ray Bradbury el dia 22 d'agost, dia en què hauria celebrat el seu 92è aniversari. Bradbury havia mort uns mesos abans, el 5 de juny de 2012.

## Descripció
El cràter Gale és el lloc d'aterratge del Curiosity. Dins del cràter Gale hi ha una muntanya, anomenada Aeolis Mons (o Muntanya Sharp), de roques estratificades, d'uns 5,5 km d'alçada respecte al cràter, que serà investigat pel rover. El lloc d'aterratge és una zona llisa a "Yellowknife", al Quad 51 d'Aeolis Palus, a l'interior del cràter i enfront de la muntanya. El lloc d'aterratge previst era una zona el·líptica de 20 per 7 km. El diàmetre del cràter Gale és de 154 km. Finalment, el lloc d'aterratge del rover va ser a menys de 2,4 km del centre de l'el·lipse d'aterratge prevista, després d'un viatge de 563.000.000 km.
El lloc d'aterratge conté material provinent de la paret del cràter, i permetrà als científics investigar les roques que formen el llit de roca d'aquesta àrea. L'el·lipse d'aterratge també conté un tipus de roca que és molt densa, amb colors molt brillants, i diferent de qualsevol altre tipus de roca prèviament investigat a Mart. Pot ser que es tracti d'un llac sec i és probable que el primer objectiu de la missió sigui comprovar-hi la presència de molècules orgàniques.

## Ray Bradbury
Sobre el nom de la ubicació, Michael Meyer, científic de la NASA participant en el programa Curiosity, va dir: «Per l'equip científic, aquesta decisió no va ser difícil. Molts de nosaltres i milions d'altres lectors ens vam sentir inspirats en les nostres vides gràcies a les històries que Ray Bradbury va escriure on somiava amb la possibilitat de la vida a Mart». Bradbury va escriure una col·lecció de contes anomenada Les cròniques marcianes durant la dècada de 1940. L'equip del Curiosity va deixar un missatge a Twitter que deia: «En homenatge, et dedico el meu punt d'aterratge a Mart a tu, Ray Bradbury. Salutacions des de Bradbury Landing» Com a part de la denominació, la NASA va publicar un vídeo de Bradbury de 1971 llegint el seu poema If Only We Had Taller Been, que fa referència a la missió humana d'explorar l'espai.